# Povilas Plechavičius
Povilas Plechavičius (ur. 1 lutego 1890 w Bukončiai w gminie Židikai, zm. 19 grudnia 1973 w Chicago) – litewski wojskowy, generał, brat Aleksandrasa.

## Życiorys
Urodził się 1 lutego 1890 r. we wsi Bukončiai w gminie Židikai (obecnie dzielnica Możejek) jako drugie dziecko. Rodzina liczyła pięciu synów i sześć córek. Jego dwie siostry zmarły młodo, dwóch braci zginęło na Syberii, zaś reszta rodziny w różnym czasie wyemigrowała do USA. Jego matka Konstancija Bukontaitė pochodziła ze żmudzkiej rodziny szlacheckiej, a ojciec Ignas Plechavičius był chłopem o polskich korzeniach (w niektórych źródłach podaje się polski odpowiednik nazwiska Paweł Plechowicz). Żoną Plechavičiusa była Polka, Joanna Lesiecka (Plechavičienė). W 1908 roku ukończył gimnazjum w Moskwie, później uczył się w tamtejszych Instytucie Handlowym, który ukończył w 1911 r., by w 1914 roku ukończyć Szkołę Kawalerii w Orenburgu.
W czasie I wojny światowej walczył w 5 Pułku Kawalerii Armii Rosyjskiej na frontach niemieckim, austriackim i tureckim, będąc trzykrotnie ranny. Po rewolucji z 1917 roku walczył przeciw bolszewikom na południu Rosji. Służbę zakończył w stopniu porucznika.

### Wojna o niepodległość Litwy
25 lipca 1918 roku powrócił z bratem na Litwę i w czasie wojny o jej niepodległość tworzył oddziały partyzanckie na Żmudzi, które walczyły m.in. przeciwko bolszewikom okupującym Możejki i Telsze, a także przeciw Zachodniej Armii Ochotniczej. 15 listopada 1918 r. został mianowany przez Radę Państwa dowódcą gwardii w Siadach. 2 lutego 1919 r. został mianowany przez ministra spraw wewnętrznych komendantem miasta Siady, a 11 listopada 1919 r. komendantem miasta i okręgu Możejki.
Przekształcił utworzone przez siebie oddziały partyzanckie w regularne jednostki ochotnicze: półtorej kompanii piechoty i pół szwadronu kawalerii. 23 stycznia 1919 r. zaatakował Renau (obecnie dzielnica Możejek) i pokonał połowę kompanii Armii Czerwonej. 28 stycznia Armia Czerwona wyparła go z Siadów. 29-30 stycznia 1919 r. zajął Tirkšlius i wyparł z miasta Armię Czerwoną, ale wkrótce został zmuszony do odwrotu, ponieważ z Możejek przybyły 2 bataliony łotewskie. 25-27 lutego 1919 r. zaatakował Siady, gdzie w tym czasie znajdowało się 1,5 pułku Armii Czerwonej. Bolszewicy 24 stycznia 1919 r. rozpowszechnili proklamację oferującą 300 000 rubli za jego wydanie. Po zakończeniu walk był sądzony za brutalne postępowanie z przeciwnikami, a zeznawała przeciw niemu m.in. socjaldemokratyczna posłanka do Sejmu Liuda Purėnienė. Ostatecznie został uniewinniony.

### Służba w litewskiej armii
Służbę w regularnej armii litewskiej rozpoczął w stopniu kapitana. Od początku 1920 r. był dowódcą 7 kompanii i batalionu w 5 Pułku Piechoty. W drugiej połowie tego roku brał udział w walkach z wojskami polskimi pod Sejnami, w lasach augustowskich i warneńskich. Pod koniec 1920 r. został skierowany do służby w 1 i 2 Pułku Ułanów, a od maja 1921 r. był dowódcą 1 Pułku Ułanów, który w kwietniu 1922 r. przemianowano na 1 Pułk Huzarów. W 1924 r. ukończył Wyższy Kurs Oficerski w Kownie, a w 1926 r. czechosłowacką Akademię Sztabu Generalnego. Po powrocie do kraju wykładał na Wyższym Kursie Oficerskim.
Po wyborach parlamentarnych w maju 1926 r., przekonany o groźbie przejęcia władzy przez bolszewików, stał się jednym z przywódców zamachu stanu z 17 grudnia 1926 r., który wyniósł do władzy Antanasa Smetonę. 1 stycznia 1927 r. został mianowany Głównym Inspektorem Kawalerii Sztabu Armii i szefem Zarządu Sztabu Generalnego. Od 8 sierpnia 1927 r. był szefem Sztabu Generalnego. Opublikował podręcznik Służba kawalerii, szwadron dywizyjny i mieszana kompania rozpoznawcza (1928). Pomimo udziału w zamachu, wkrótce doszło do pogorszenia jego relacji ze Smetoną i podobnie jak wielu przeciwników prezydenta, został odsunięty od wpływu na kierowanie państwem. 13 lutego 1929 r. został awansowany do stopnia generała porucznika, a następnie został przeniesiony w stan spoczynku wbrew swojej woli.

### Działalność w czasie II wojny światowej
Po zajęciu Litwy przez ZSRR 6 czerwca 1940 r. wyjechał do Niemiec, po wybuchu wojny ZSRR z Niemcami powrócił na Litwę. Na początku 1943 r. Niemcy zaproponowali utworzenie Litewskiego Legionu SS, jednak nie spotkało się to z pozytywnym odzewem litewskiego społeczeństwa i wojskowych, ale Niemcy uzyskali podpisanie przez przedstawicieli litewskiego społeczeństwa proklamacji o utworzeniu kolaboranckiej dywizji do walki z bolszewikami. Również ta formacja nie spotkała się z napływem ochotników, co skutkowało falą represji wobec litewskiego społeczeństwa, w tym inteligencji. Latem 1943 r. Niemcy zaczęli z pomocą gróźb i obietnic korzyści organizować bataliony budowlane – ostatecznie utworzyli trzy bataliony liczące około 1200 osób. Z powodu braku dyscypliny wśród tych oddziałów, w 1944 r. Niemcy byli zmuszeni rozbroić ich i rozproszyli wśród niemieckich oddziałów.
Zimą 1944 r. Niemcy negocjowali z Plechavičiusem powstanie litewskich jednostek samoobrony, które miały zająć się m.in. ukróceniem bandytyzmu i bolszewickiej partyzantki na terenie Litwy i miały dysponować dużym zakresem samodzielności wobec Niemców i operować tylko w granicach Litwy. Ostatecznie wyraził on zgodę na powołanie jednostek pod nazwą Lietuvos Vietinė Rinktinė (LVR) i został komendantem tej formacji. Plechavičius wraz z patriotycznie nastawionymi działaczami litewskimi uznał zmianę sytuacji na froncie niemiecko-radzieckim za szansę na odbudowę litewskiej państwowości. 13 lutego 1944 roku Plechavičius podpisał z dowódcami niemieckiej SS porozumienie o utworzeniu LVR.
16 lutego tego roku Plechavičius wygłosił przez radio przemówienie, w którym wezwał ochotników do wstępowania w szeregi LVR. Inicjatywa spotkała się z dużym społecznym poparciem i zainteresowaniem ze strony ochotników – do 1 marca zarejestrowano ich 19,5 tys. Pomimo obietnicy nieingerowania  w funkcjonowanie LVR, Niemcy nieustannie domagali się wpływu na ich organizację, a jednocześnie nie zapewniali uzbrojenia i innego wyposażenia, a także dostarczania niezbędnego sprzętu. Mimo to LVR nie cierpiała z powodu dezercji ani niskiego morale. Oddziały LVR walczyły nie tylko z partyzantką sowiecką, ale przede wszystkim z polską Armią Krajową, którą uznały za główne zagrożenie dla wpływów litewskich na Wileńszczyźnie. 1 kwietnia oddziały Plechavičiusa wkroczyły do Wilna. Największa ich bitwa z AK miała miejsce 13/14 maja w Murowanej Oszmiance (bitwa pod Murowaną Oszmianką), gdzie Litwini zostali pokonani.
Gdy 15 kwietnia 1944 r. Niemcy postanowili przekształcić te oddziały w jednostkę SS, nakazał 9 maja batalionom wykonywać tylko jego rozkazy. Jego wysiłki udaremniły operację wymaganą przez nazistów. Po tym, jak naziści zlikwidowali LVR, Plechavičius został aresztowany 15 maja i wysłany do obozu koncentracyjnego w Salaspils. Później został przewieziony do Gdańska, a następnie do Kłajpedy. Ostatecznie został zwolniony, ale pozostawał inwigilowany. Wraz ze zbliżaniem się wojsk radzieckich uciekł do Niemiec.

### Emigracja
W lutym 1946 r. sowieci zażądali od Brytyjczyków wydania Plechavičiusa jako zbrodniarza wojennego, gdyż miał on kierować użyciem jednostek paramilitarnych przeciwko Żydom i sowieckim partyzantom. Brytyjczycy zignorowali sowieckie wezwania, w związku z czym sowieckie służby specjalne zaplanowały porwanie Plechavičiusa z zachodnich Niemiec. Do nieudanej ostatecznie akcji został zwerbowany Juozas Mikuckis. Plechavičius wkrótce potem rozpoczął współpracę z CIA i z jej pomocą w 1949 r. wyemigrował do Stanów Zjednoczonych i zamieszkał w Chicago, gdzie mieszkała jego matka. Pracował jako robotnik w stalowni. Zmarł 19 grudnia 1973 r. i został pochowany w grobie rodzinnym na cmentarzu św. Kazimierza w Chicago.
W latach 1950–1959 był przewodniczącym zarządu Związku Weteranów Żołnierzy Litewskich Ramovė, który założył.